# راب زیکاری
راب زیکاری (انگلیسی: Rob Zicari؛ زادهٔ ۸ اوت ۱۹۷۴) یک کارگردان فیلم، و بازیگر پورنوگرافی اهل ایالات متحده آمریکا است.